# Gopala
Gopala oder Gopal ist der Name von Krishna in Kindergestalt, der als Bal Gopal in ganz Indien verehrt wird.

## Etymologie

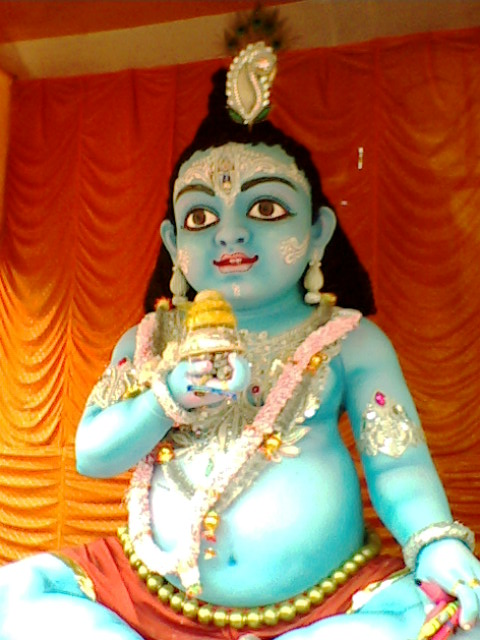
Krishna als Kind Bala Gopala

Gopala – Sanskrit गोपाल – gopāla – leitet sich ab von गो – go (Kuh) und पाल – pāla (Beschützer, Hirte). Gopala bedeutet somit Beschützer der Kühe/Rinder bzw. Kuh- oder Rinderhirte. Gopal ist ein weitverbreiteter Jungenname im heutigen Indien.

## Ikonographie und Geschichtliches
Gopala wird meist mit blauer Hauttönung, Tilaka und Pfauenfeder im Haar dargestellt. Als Kuhhirte verzauberte er mit seinem Flötenspiel die Kuhhirtinnen (Gopis oder Gopinis). Selbst Madana, der Hindugott der Liebe und der Leidenschaft, wurde von dem bezaubernden Klang angelockt.
Im Krishnaismus bzw. im Vaishnava dharma ist die Verehrung Gopalas historisch bereits sehr früh erfolgt und stellt ein Schlüsselelement dar. Ihre Ausbildung erfolgte separat von anderen Traditionen im Krishnaismus wie beispielsweise die Anbetung Balakrishnas, der Bhagavatismus (Bhagavata-Religion), Krishna-Gopijanavallabha (Krishna als Liebhaber der Gopis, insbesondere Radhas) oder die Verehrung Krishna-Vasudevas. All diese Traditionen verschmolzen später miteinander und bilden heute die monotheistische Krishna-Religiosität.

## Mythologie
Die indische Mythologie ist voll von Geschichten wunderbarer, rätselhafter und unschuldiger Taten Gopalas. So stahl er zusammen mit anderen Freunden Butter. Auch zerbrach er die Tonkrüge der Gopis oder raubte ihre Kleider, als sie beim Schwimmen waren.